# Modrzew polski
Modrzew polski (Larix polonica (Raciborski & Wóycicki) Domin) – gatunek drzewa należący do rodziny sosnowatych (Pinaceae Lindley). Występuje w Polsce (Pieniny, Beskidy Zachodnie, Radomskie, na Górze Chełmowej, w Górach Świętokrzyskich, Modrzewina w Małej Wsi pod Grójcem, Trębaczewie na Wysoczyźnie Rawskiej), w Czechach, Słowacji, na Ukrainie i w Rumunii. Przez niektórych taksonomów jest uważany za podgatunek modrzewia europejskiego (Larix decidua Miller ssp. polonica (Raciborski & Wóycicki) Domin, 1919).

## Morfologia
PokrójDrzewa do 30 m wysokości. Korona drzewa nieregularna.
PieńKora ciemnowiśniowa.
LiścieIgły na jednorocznych pędach ustawione pojedynczo, na krótkopędach w pęczkach liczących po 15–40 sztuk, miękkie, jasnozielone, opadające na zimę.
SzyszkiDrobne, 2–3 cm długości, jajowate lub kuliste. Łuski wklęsłe, o brzegu grubym, nie odginającym się za zewnątrz.

## Zmienność
Modrzew polski posiada następujące formy:
- modrzew polski pieniński (Larix polonica (Rac. & Wóycicki) Domin f. pienina Szafer),
- modrzew polski czerwony (Larix polonica (Rac. & Wóycicki) Domin f. rubriflora Szafer),
- modrzew polski typowy (Larix polonica (Rac. & Wóycicki) Domin f. typica Szafer)
- modrzew polski zielony (Larix polonica (Rac. & Wóycicki) Domin f. viridiflora Szafer).

## Ochrona gatunkowa
Modrzew polski jest chroniony w następujących rezerwatach przyrody w Polsce:
- Rezerwat przyrody Bielawy
- Rezerwat przyrody Bobrowisko
- Rezerwat przyrody Ciechostowice
- Rezerwat przyrody Czerwona Róża
- Rezerwat przyrody Dalejów
- Rezerwat przyrody Duszniczki
- Rezerwat przyrody Las Lipowy Obrożyska
- Rezerwat przyrody Modrzew Polski w Noskowie
- Rezerwat przyrody Modrzewie (województwo małopolskie)
- Rezerwat przyrody Modrzewie (województwo świętokrzyskie)
- Rezerwat przyrody Modrzewina
- Rezerwat przyrody Modrzewiowa Góra
- Rezerwat przyrody Modrzyna
- Rezerwat przyrody Piotrowe Pole
- Rezerwat przyrody Rajchowa Góra
- Rezerwat przyrody Skrzypny Ostrów
- Rezerwat przyrody Stare Modrzewie
- Rezerwat przyrody Świnia Góra
- Rezerwat przyrody Tomkowo
- Rezerwat przyrody Trębaczew
- Rezerwat przyrody Wydrze
- Rezerwat przyrody Zmysłówka

## Galeria

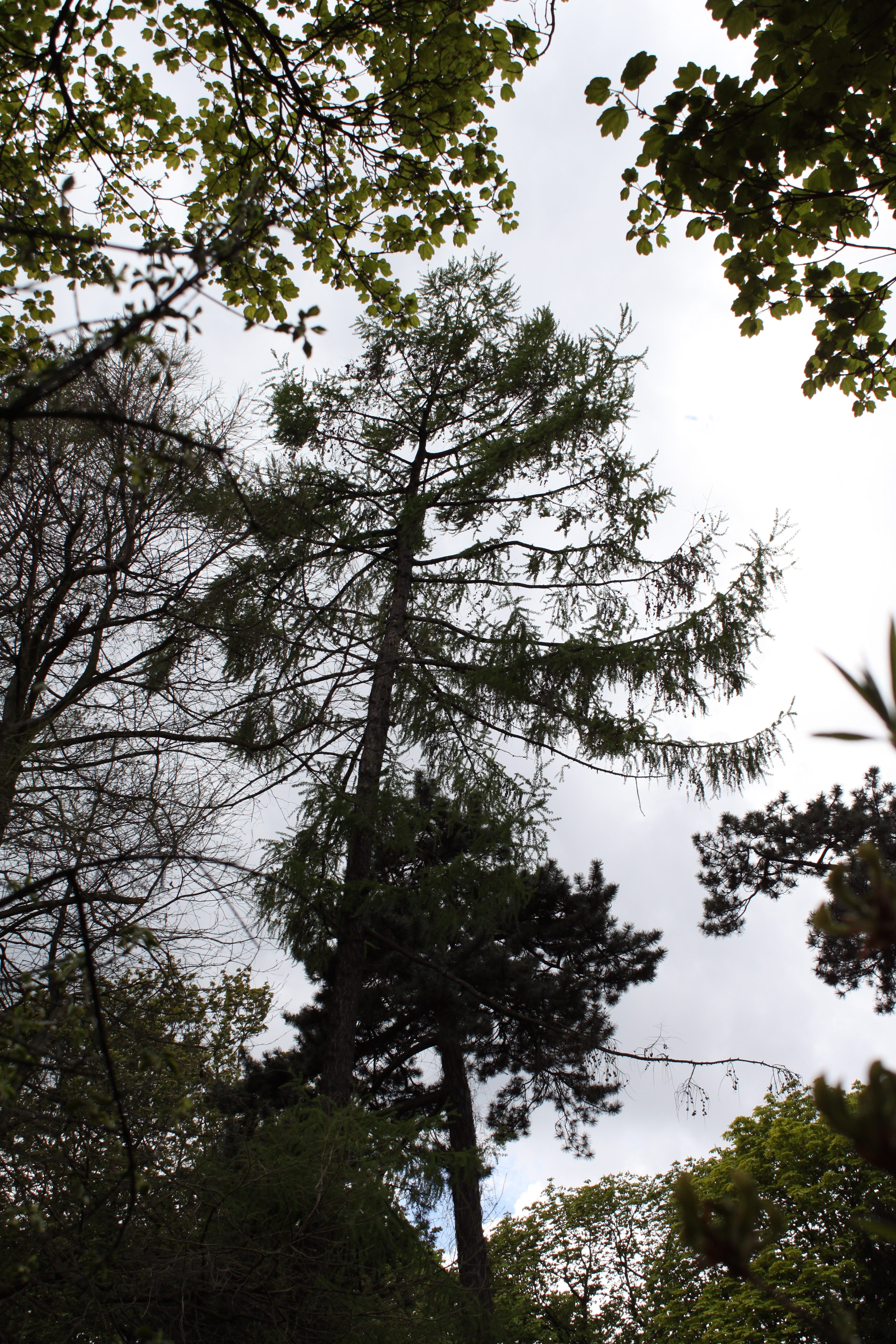
Pokrój korony
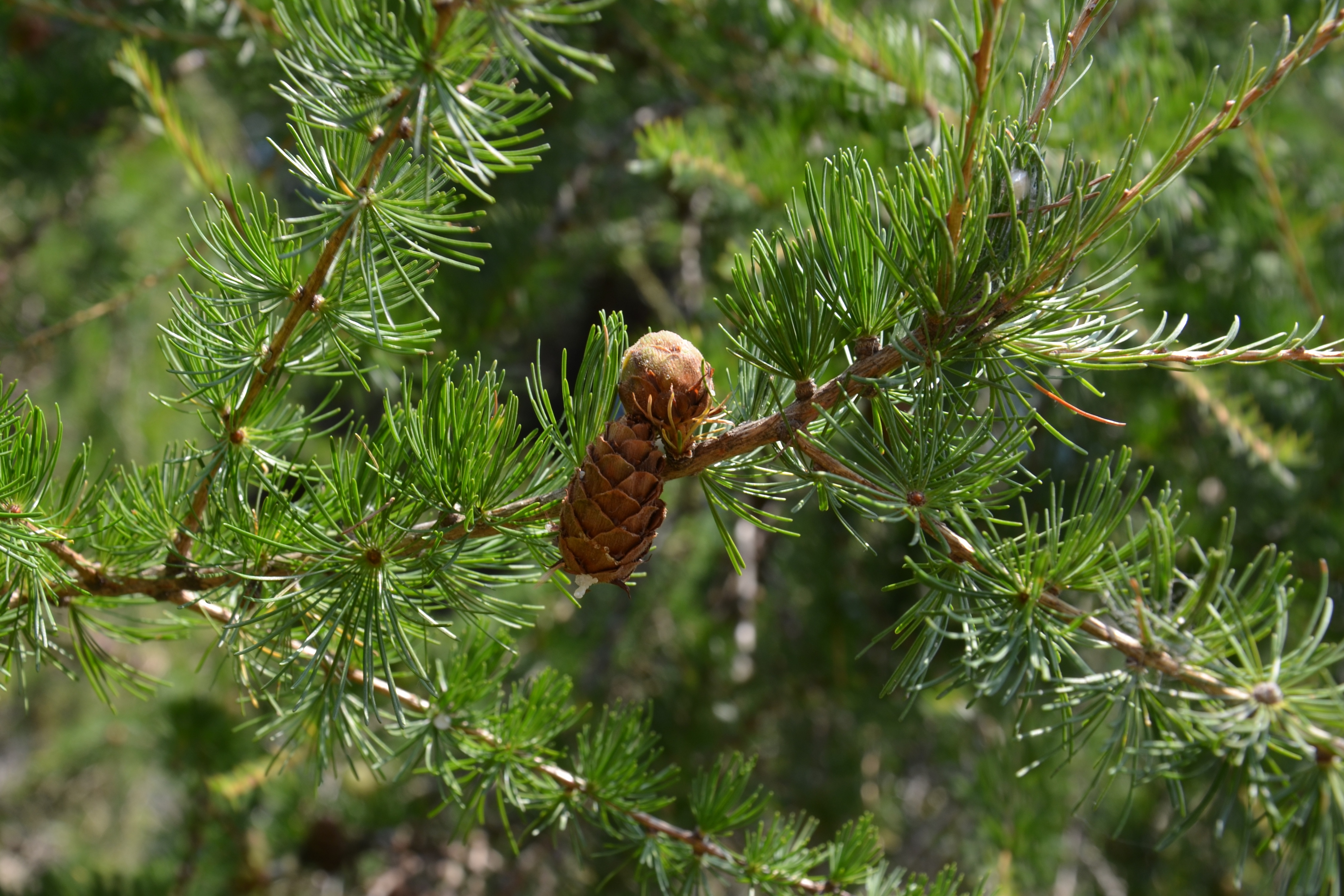
Igliwie i szyszki
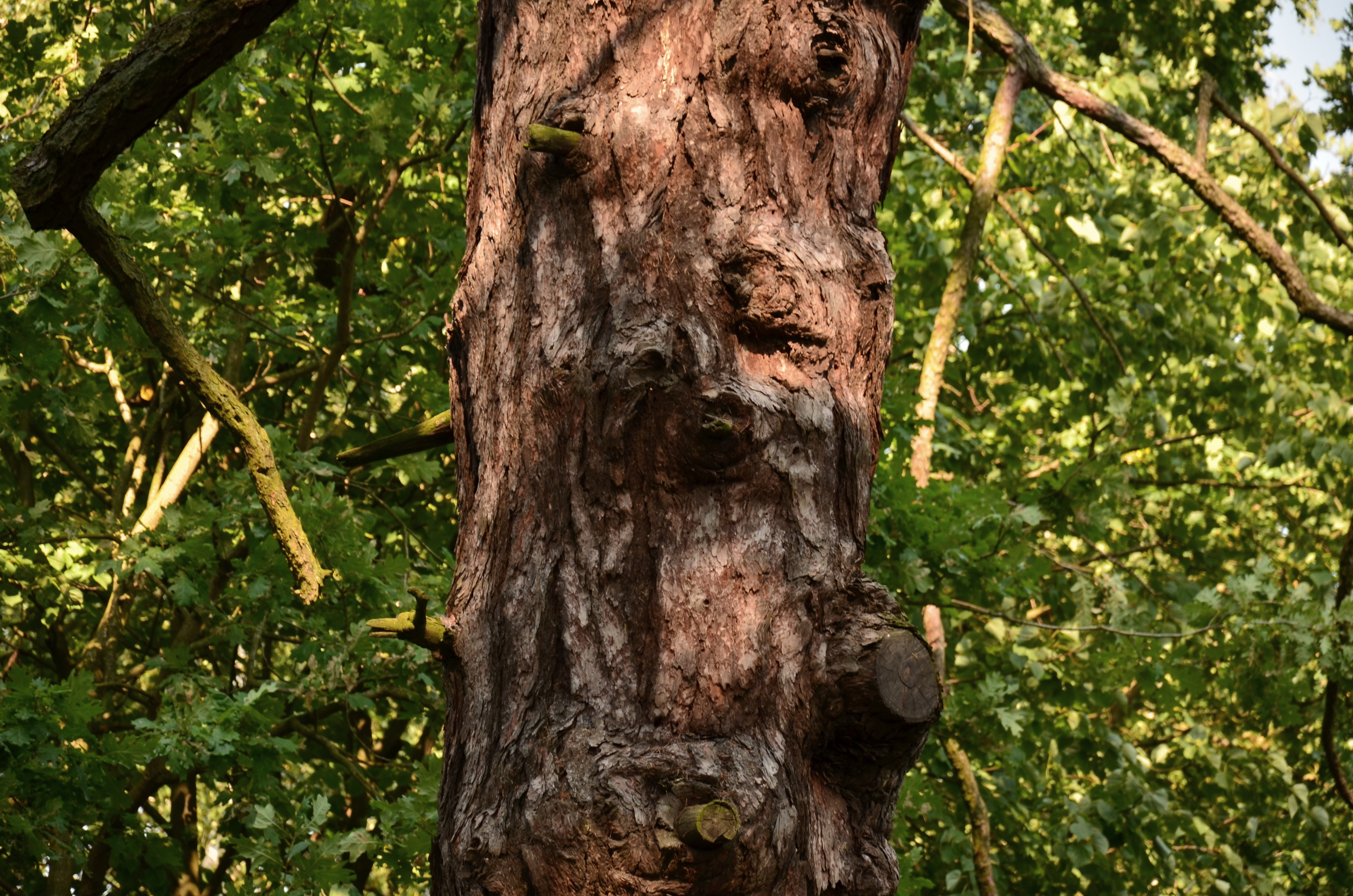
Pień
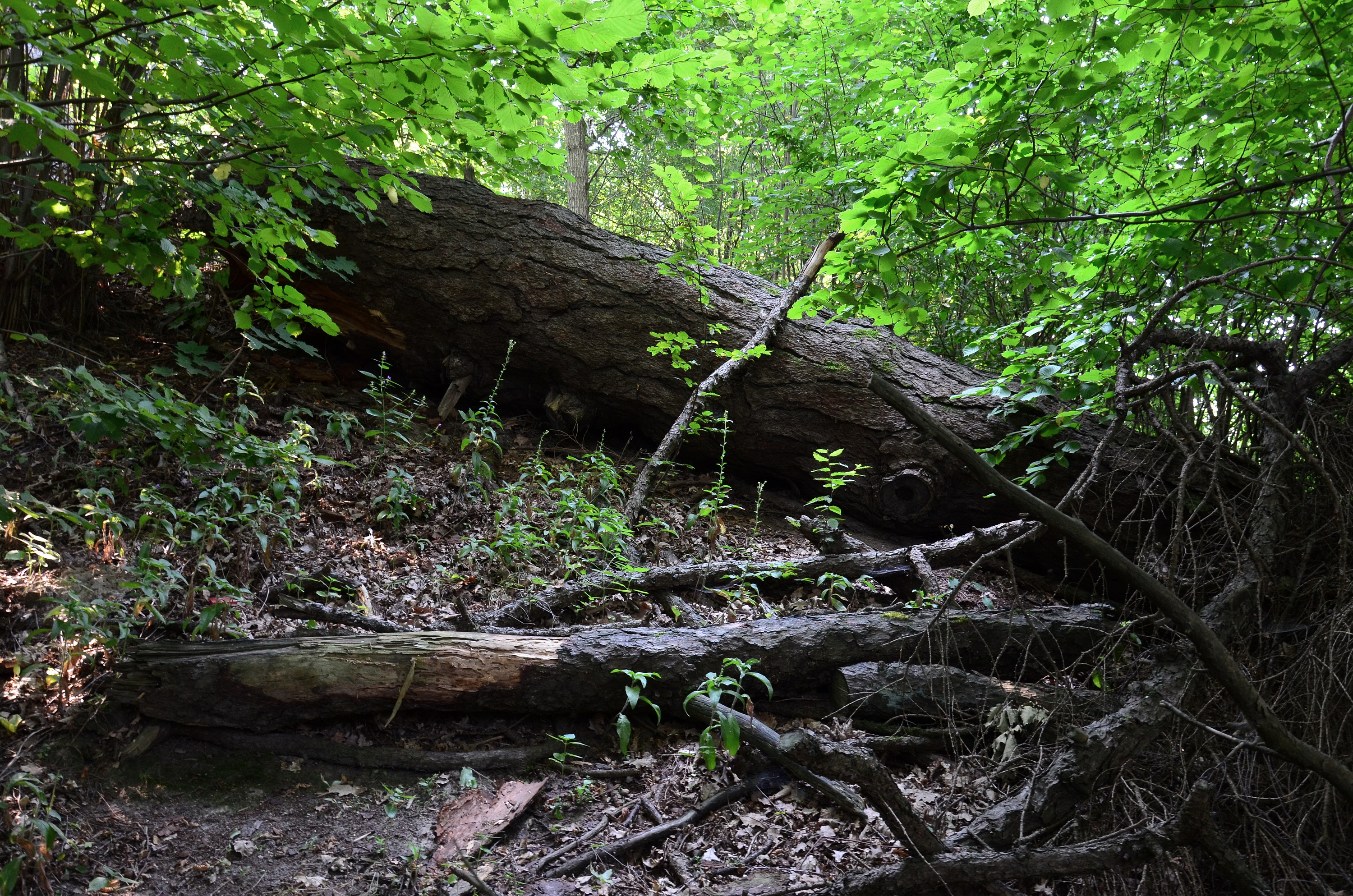
Powalony modrzew polski na Górze Modrzewiowej w Płonnem